# José Mandaluniz
José Mandaluniz, né le 19 mars 1910 à Galdakao (Espagne) et mort le 15 mai 1973, est un joueur de football espagnol.

## Biographie
Attaquant de l'Athletic Bilbao, Mandaluniz remporte avec le club basque la Liga en 1934 et le championnat du Pays basque en 1929, 1934 et 1935. Il connaît également d'autres clubs de première division.
Cousin de José Iraragorri et engagé politiquement (il est emprisonné quelque temps en 1933) Mandaluniz émigre en France au moment de la Guerre d'Espagne.
Il évolue notamment au Stade français puis au FC Rouen, avec lequel il est meilleur buteur du championnat de France en 1942 avec 17 buts. Devenu entraîneur après-guerre au CEP Lorient, Mandaluniz devient par la suite l'entraîneur du club normand de 1950 à 1952.
Il tente de rentrer en Espagne, en vain, et émigre au Venezuela ou il entraîne le Vasco de Caracas,.